# Sooterkin
Sooterkin, auch Suyger, ist eine sagenumwobene kleine Kreatur von der Größe einer Maus, von der manche Menschen in der Zeit vor der Aufklärung glaubten, dass Frauen sie unter bestimmten Umständen als Missgeburten gebären könnten. Die Legende entwickelte sich vor dem 17. Jahrhundert auf der Tatsache, dass holländische Bauersfrauen im Winter gerne Fußwärmer unter ihre Röcke stellten, was, so vermutete der Volksmund, zu diesen hässlichen kleinen Missgeburten führen könne.
Bis zum 17. Jahrhundert war die Überzeugung, dass Frauen Tiere gebären können, in der Bevölkerung verbreitet. John Cleveland hatte 1654 geschrieben:
“There goes a report of the Holland Women, that together with their Children, they are delivered of a Sooterkin, not unlike to a Rat...” 
(Es geht der Bericht, dass holländische Frauen neben ihren Kindern auch ein Sooterkin, einer Ratte nicht unähnlich, zur Welt bringen …)
Aber auch durchaus meinungsführende Wissenschaftler beziehungsweise Geburtshelfer in der Zeit vor der Aufklärung sahen diese Fantasie als Erweiterung der Theorie der maternal impression (Einfluss der Eindrücke der Mutter auf den Fötus bzw. das so genannte „Versehen“ von Schwangeren) als eine reale Möglichkeit an. Jane Sharp, Hebamme des 17. Jahrhunderts, die The Midwives Book, das erste Buch über Geburtshilfe, schrieb, verfolgte neben Ralph Josselin, Caspar Peucer, Stephen Batman oder Ralphe Nubery gleichfalls diese Theorie.
Der von dem niederländischen Geburtshelfer Hendrik van Deventer (1651–1724) beeinflusste englische Arzt John Maubray (1700–1732) erläuterte in seinem Werk The Female Physician von 1724 ebenfalls, dass Frauen unter gewissen Eindrücken oder Umständen Gefahr liefen, mausähnliche Kreaturen zu gebären. Maubray warnte schwangere Frauen auch davor, dass allzu familiärer Umgang mit Haustieren dazu führen könnte, dass die Kinder diesen Haustieren ähnlich sehen. Maubray war einer der Gutachter im Fall der Mary Toft, die angeblich Kaninchen geboren hatte, was er als Beweis seiner Theorien ansah.
Die Bezeichnung sooterkin wurde im englischen und niederländischen Sprachraum zeitweise auch für einen Abbruch, einen gescheiterten Plan oder eine nicht durchgeführte Regelung verwendet. Etymologisch wird dort die Bezeichnung vom mittelhochdeutschen suttern (sieden) abgeleitet. In einem englisch-deutschen Lexikon von 1834 wird sie mit „Schreckgespenst“ übersetzt; die Bezeichnung sei möglicherweise von mundartlich entstelltem „süßes Kind“ abgeleitet.